# Stoke Newington
Stoke Newington es un barrio del municipio londinense de Hackney. Se encuentra a unos 8 km (5 mi) al noreste de Charing Cross, Londres, Reino Unido. Según el censo de 2011 contaba con una población de 13658 habitantes.